# Гужков, Иван Васильевич
Гужков Иван Васильевич (1908—1982) — советский финансист, государственный деятель, заместитель министра финансов СССР.

## Биография
Иван Васильевич Гужков родился в 1908 году в д. Богоно Андреевской волости Владимирской губернии в крестьянской семье.
В 1929 году вступил в ВКП(б). До 1930 г. работал чернорабочим на подённых работах на заводе по обработке цветных металлов в г. Кольчугине.
В 1930 г. как рабочий-выдвиженец начал карьеру финансиста в Александровской сберкассе.
В 1930—1934 гг. учился на рабфаке при Ленинградском финансово-экономическом институте, далее — в самом институте.
В 1937 году окончил с отличием Ленинградский финансово-экономический институт, как лучший выпускник был оставлен на кафедре политэкономии ассистентом.
С февраля 1938 г. — начальник Ленинградского городского управления государственных трудовых сберкасс и государственного кредита, с декабря 1940 г. заведующий Ленгорфо,

### Блокада Ленинграда
Все тяжелые военные и послевоенные годы И. В. Гужков возглавлял Ленгорфинотдел.
С 22 июня 1941 года все работники Ленгорфинотдела, Управлений гострудсберкасс и Госстраха были зачислены в различные команды МПВО. Территория Ленгорфинотдела со всеми находящимися в ней постройками входила в состав особого категорийного объекта, которым командовал И. В. Гужков. Команда Управления несла наблюдательную и сторожевую службу на специальной вышке, установленной на главном здании Ленгорфинотдела. Она была снабжена примерными ориентирами города и имела специальный телефон, по которому дежурный сообщал в штаб объекта о всех воздушных налетах с указанием районов, над территорией которых появлялись вражеские самолёты. Для всего состава МПВО в помещениях отдела было организовано общежитие.
Работа отдела зимой 1941—1942 года была затруднена отсутствием связи с районными отделами, холодом, голодом, от которого сотрудники страдали наравне со всеми ленинградцами. При этом при Ленгорфинотделе был создан батальон, в котором все сотрудники обучились стрелять из винтовки, бросать гранаты, бутылки с зажигательной смесью. Сотрудники находились на казарменном положении, благодаря И. В. Гужкову для них было обеспечено горячее питание: дрожжевой суп или морковники, потом стали давать брикеты из шелухи, соевые шроты и 125 граммов хлеба в день на карточку.
Летом 1942 года для заготовки топлива на зиму 1942—1943 годов сломали на Большой Охте отведенный Ленгорфо двухэтажный деревянный дом. Из полученных дров каждому сотруднику было отпущено по одному кубометру, остальное осталось для отопления отдела.
Одним из важнейших вопросов Ленгорфо был вопрос о взятии на учет и сохранении бесхозного и выморочного имущества эвакуированного населения. Это были большие ценности, которые надо было сохранить. Исполком Ленгорсовета депутатов трудящихся по материалам Ленгорфинотдела принял решение «О работе по сохранности выморочного и бесхозного имущества и его реализации», которое определило большое направление работы на многие годы. Первое совещание в Ленгорфинотделе с райфинотделами по госдоходам удалось провести 27 мая 1942 года, после чего начались регистрация сохранившихся в городе предприятий и установление контингента имеющихся плательщиков. После этого совещания начали проводить ежемесячно, начали комплектовать кадры инспекторов, приняв на работу 40 сотрудников, которые прошли обучение и сдали техминимум на рабочих местах под руководством старших товарищей.
5 июня 1942 вышел первый бюллетень Ленгорфо, который затем издавался регулярно, вскрывая недостатки в работе финансовых органов и мобилизуя их для улучшения работы.
Сделав зимой 1942—1943 года плательщиком налога с оборота финансовый отдел управления продовольственного снабжения Ленинградского фронта, Ленгорфо обеспечило контроль за поступлением и распределением продовольственной помощи осаждённому городу и одновременно поступление налога в государственную казну.
В январе 1943 года по поручению Министра финансов СССР А. Г. Зверева заведующий Ленгорфинотделом И. В. Гужков организовал проверку доставки через Ладожское озеро продуктов в Ленинград, их сохранности и транспортировки. При этом было выявлено, что в Кабоне, куда прибывали эвакуированные из Ленинграда, скопилось много бесхозных вещей, были организованы их учёт и реализация с зачислением доходов в бюджет. Во время блокады за успехи в работе Ленгорфинотдел неоднократно получал переходящее Красное Знамя Наркомфина СССР и ЦК профсоюза.
Весной 1943 года для поддержания здоровья и получения дополнительных продуктов для сотрудников Ленгорфинотдела в Старой деревне был устроен огород, где все работники дежурили круглосуточно и получили богатый урожай. По трудодням они получили по 500 и больше килограммов капусты, моркови, огурцов и брюквы.
В последние годы войны и после ее окончания финорганы города наладили контроль за поступающим в адрес промышленных предприятий трофейным имуществом и взысканием налогов в бюджет. Дела на руководителей, допускавших грубые нарушения в учете, передавались в городские директивные органы или в Комитет партийного и государственного контроля.

### Работа на уровне Союза
В июне 1948 г. Иван Васильевич был назначен заместителем министра финансов СССР и членом коллегии Министерства.
Был репрессирован по «Ленинградскому делу», после реабилитации работал начфином Минрыбхоза СССР.
С 1957-го по 1959 г. — начальник финансово-планового отдела КГБ СССР.
С 1959 года — начальник Управления финансирования промышленности Минфина СССР.

### Косыгинская реформа
В октябре 1965 года, с возвращением к отраслевому принципу финансирования народного хозяйства, назначен заместителем министра финансов СССР. В этом качестве вошёл в состав созданной в ноябре 1965 года Междуведомственной комиссии (МВК) при Госплане СССР, которая решала задачи проведения Косыгинской экономической реформы. Руководил комиссией заместитель председателя Госплана СССР А. В. Бачурин. В комиссию также вошли бывшие члены рабочей группы по реформе В. К. Ситнин и Б. М. Сухаревский, первый заместитель председателя Промстройбанка СССР П. Д. Подшиваленко, два заместителя начальника ЦСУ И. С. Малышев и Л. М. Володарский, заместитель председателя Госснаба В. М. Лагуткин, заместитель председателя Госстроя В. А. Воробьёв и секретарь ВЦСПС И. М. Владыченко. Позднее к комиссии присоединился директор Института экономики АН СССР Л. М. Гатовский. На последующих заседаниях МВК обсуждались и принимались нормативы отчислений в создаваемые на предприятиях фонды экономического стимулирования, нормативы их обязательной корректировки с учетом фактической рентабельности по итогам хозяйственного года.

## Семья
Супруга — Раиса Васильевна Гужкова, декан финансового факультета Московского государственного экономического института. Дети супружеской пары погибли в блокаду Ленинграда.

## Награды
Орден «Знак Почёта», 2 медали.